# گندزلو
گندوزلو‌ نام یکی از طایفه‌های ایل افشار است و در شهرستان شوشتر و همچنین روستای درخزینه (درخزانه) که در بین مسجد سلیمان و شوشتر است سکونت دارند. طایفه گندزلو در اصل یکی از تیره‌های ایل افشار است و لذا ریشه‌ای ترکی دارند ولی مهم‌ترین بخش این طایفه که در اطراف شوشتر ساکن هستند زبان ترکی را فراموش کرده و به زبان مردم بختیاری سخن می‌گویند. یکی از اسناد به جا مانده از شاه سلیمان صفوی در پاسخ به یک شکایت از طایفه گندزلو ساکن شوشتر به صراحت بیان می‌دارد که بختیاری‌ها حقی نسبت به ناحیه سکونت گندزلو ندارند.
از معروف‌ترین سران افشار در خوزستان می‌توان از مهدی قلی سلطان حاکم شوشتر نام برد که در سال ۹۴۶ ه‍.ق به سرکشی و غارت پرداخت لذا توسط حکومت مرکزی سرکوب شد. طوایف مختلف افشار در جنوب زاگرس به ویژه کهگیلویه و خوزستان پراکنده بوده‌اند. اسکندر بیگ ترکمان در عالم آرای عباسی به شورش افشارهای شوشتر در سال ۱۰۰۳ ه‍.ق (دوران شاه عباس اول) و شورش افشارهای کهگیلویه در سال ۱۰۰۵ ه‍.ق اشاره کرده است. وی در توضیح این شورش‌ها، از طایفه گندزلو نام می‌برد. افشارها از دیرباز در منطقه خوزستان با اعراب کعبی درگیری داشتند. زیستگاه اصلی افشارهای خوزستان دورق (شادگان) بوده است که سرانجام پس از سال‌ها درگیری، در دوران پس از مرگ نادرشاه از کعبی‌ها شکست خورده، پراکنده شدند. شماری از آن‌ها به کنگاور و ارومیه رفته و شماری دیگر که از طایفه گندزلو بودند در اطراف شوشتر مسکن گزیدند. خان‌نشین طایفه گندزلو، ده بلیتی در نزدیکی رود گرگر بوده است که اکنون جزو شهر شوشتر است و به محله دروازه شهرت دارد. به گفته احمد کسروی طایفه گندزلو شوشتر تا اوایل سده ۱۴ ش. شکل زندگی ایلی-عشایری خود را حفظ کرده بودند و از نظر آداب و رسوم و شکل زندگی و جامه با شوشتریان تفاوت داشتند. ولی در این دوره زبان ترکی را فراموش کرده و به گویش شوشتری سخن می‌گفتند. وی نه طایفه از طوایف گندزلو را نام برده است که از آن میان تیره‌های خلج، ماسری، میرجانی (امیرجاملویی)، فیلی، احقانلو، چم کناری، ساربان، اراشلو، را می‌توان نام برد.

اعتمادالسلطنه در مرآت البلدان می‌نویسد:
 طایفه گندزلو که از طوایف بختیاری شوشتر است پیش از این در جانکی (از توابع ایذه) تقریباً سه هزار خانوار بودند. ولی حالا ششصد خانوار از آن‌ها باقی است و مابقی متفرق شده‌اند. مردمان این طایفه از دیرباز تا به الان دارای روحیه جنگاوری بوده که مردان و زنان شجاع و حماسه آفرین در خود داشته است.

## دهستان گندزلو
گندزلو سابقاً نام یکی از دهستان‌های شهرستان شوشتر بود که اکنون با ادغام در دو دهستان دیگر با نام شهید مدرس شناخته می‌شود. روستاهای آن در حدود ۱۵ روستاست و ساکنین آن از طایفه گندزلو هستند. محصول روستاهای آن غلات و لبنیات و شغل ساکنان آن زراعت و گله داری است. روستاهای مهم آن درخزینه، بهبید و نورعلی نام دارند. نیز از چم کنار به عنوان یکی دیگر از روستاهای این دهستان می‌توان نام برد. بجز این، بسیاری از گندزلوها نیز در شهر شوشتر و محله دروازه سکونت دارند و تعداد دیگری نیز در اهواز سکونت دارند.
ضمنادرحدود یکصدو بیست سال پیش تیره‌ای از گندزلوها باکدخدایی ملا نصرالله و تنها فرزند پسرش به نام کایدعلی گندزلو به شهرستان باوی کنونی (ویس) از درخزینه مهاجرت نموده و به کار کشاورزی و دامداری می‌پردازد. کایدعلی با دو فرزندش بنامهای حاج حسین خان وحسن معروف به (کمبل) توانستند رونق خاصی به منطقه مذکور بدهند. و از ان زمان تابحال صاحب فرزندان و نوه‌هایی شده‌اند که متشکل از چندین خانوار می‌باشند و بعد از انقلاب نام خانوادگی خود را از گندزلو به افشاری تغییر دادند و تاکنون در همان منطقه سکونت دارند.